# Gabriel Menino
Gabriel Vinicius Menino (* 29. September 2000 in Morungaba) ist ein brasilianischer Fußballspieler, der beim Erstligisten Atlético Mineiro unter Vertrag steht. Der Mittelfeldspieler ist seit Oktober 2018 brasilianischer U20-Nationalspieler.

## Karriere

### Verein
Der in Morungaba, einer Kleinstadt im Umland São Paulos, geborene Gabriel Menino begann seine fußballerische Ausbildung beim Guarani FC. Der Nachwuchsabteilung des Vereins aus Campinas trat er im Jahr 2013 als Innenverteidiger bei. Bereits kurz nach seiner Ankunft wurde er jedoch aufgrund seiner offensiven Qualitäten nach vor gezogen und spielte anschließend im Mittelfeld. Mit 16 Jahren wechselte er in die Jugendakademie von des SE Palmeiras in São Paulo, wo er sich zu einem der talentiertesten Spieler des Vereins entwickelte.
Zum Jahresbeginn 2020 wurde er in die erste Mannschaft befördert. Am 22. Januar 2020 debütierte er beim 4:0-Auswärtssieg gegen den Ituano FC in der Campeonato Paulista. Innerhalb kürzester Zeit etablierte er sich in der Startformation von Cheftrainer Vanderlei Luxemburgo und auch in der Ligameisterschaft behielt er diese Rolle inne. Sein erstes Tor gelang ihm am 17. September 2020 beim 2:1-Heimsieg gegen den Club Bolívar in der Copa Libertadores. Mit der Copa Libertadores 2020 gewann Menino im Januar 2021 den wichtigsten südamerikanischen Klubtitel. Dem schloss sich Anfang März 2021 die Copa do Brasil 2020 an. Am 27. November 2021 konnte er mit Palmeiras den Titel in der Copa Libertadores gegen Flamengo Rio de Janeiro verteidigen. Nach dem Sieg in der Staatsmeisterschaft 2022, konnte Menino mit Palmeiras im November deren elften nationalen Meistertitel feiern.
Ende Dezember 2024 gab Atlético Mineiro die Verpflichtung von Menino bekannt. Der Kontrakt erhielt eine LLaufzeit bis Jahresende 2028.

### Nationalmannschaft
Seit Oktober 2018 ist Menino für die brasilianische U20-Nationalmannschaft im Einsatz. Mit dieser Auswahl nahm er an der U20-Südamerikameisterschaft 2019 in Chile teil, wo er in sechs Partien zum Einsatz kam.
Im September 2020 wurde Menino erstmals in den Kader der A-Nationalmannschaft berufen. In den Spielen für die WM-Qualifikation 2022 im Oktober 2020 gegen die Nationalmannschaften von Bolivien und Peru kam er aber zu keinen Einsätzen.
Im Juni 2021 wurde Menino in den Kader der Olympiaauswahl für das Fußballturnier der Olympischen Sommerspiele 2021 berufen. Am Ende des Turniers konnte die Auswahl die Mannschaft Spaniens im Finale mit 2:1 besiegen und Menino die Goldmedaille feiern.

## Erfolge
U-23 Nationalmannschaft
- Olympiasieger: 2021

Palmeiras São Paulo
- Staatsmeisterschaft von São Paulo: 2020, 2022, 2023, 2024
- Copa Libertadores: 2020, 2021
- Copa do Brasil: 2020
- Campeonato Brasileiro de Futebol: 2022, 2023
- Supercopa do Brasil: 2023

Atlético Mineiro
- Staatsmeisterschaft von Minas Gerais: 2025